# Hiram Abif
Hiram Abif (també Hiram Abiff o el fill de la Viuda) és el personatge central d'una al·legoria presentada a tots els candidats durant el tercer grau de maçoneria.Hiram és presentat com l'arquitecte en cap del temple del rei Salomó, que és assassinat al temple que va dissenyar per tres rufians mentre intentaven sense èxit obligar-lo a divulgar les contrasenyes secretes dels mestres maçons. Els temes de l’al·legoria són la importància de la fidelitat i la certesa de la mort.

## La llegenda maçònica d’Hiram Abiff
Arquitecte Hiram, Església de Sant Joan, Chester (1900)
Estàtua de bronze de Nickolaus-Otto Kruch, Berlín, Alemanya (2013)
La història d’Hiram Abiff transmesa a les Lògies maçòniques sustenta el tercer grau. Comença amb la seva arribada a Jerusalem i el seu nomenament per Salomó com a arquitecte en cap i mestre d’obres a la construcció del seu temple. Quan el temple està a punt d’acabar, tres companys de paleta de la mà d’obra l'emboscen quan surt de l'edifici, exigint els secrets d’un mestre d’obra. Hiram és desafiat per cadascun al seu torn, i a cada negativa a divulgar la informació, el seu agressor el colpeja amb una eina de paleta (que difereix entre les jurisdiccions). És ferit pels dos primers agressors i mort per l'últim.
Els seus assassins amaguen el seu cos sota un munt de runa, tornant a la nit per traslladar el cos fora de la ciutat, on el sepulten en una tomba poc profunda marcada amb una branca d'acàcia. Com que el Mestre es troba a faltar l'endemà, Salomó envia un grup de companys de paleta a buscar-lo. Es descobreix accidentalment l’acàcia solta i s'exhuma el cos per enterrar-lo decentment. També es descobreix l’amagatall dels "tres rufians" i són portats a disposició judicial. Salomó informa a la seva plantilla que la paraula secreta d'un mestre paleta s'ha perdut. El substitueix per una paraula substitutòria. Aquesta paraula és considerada un secret pels maçons, però durant centenars d'anys s'han fet diverses "revelacions" de la paraula, generalment totes diferents entre si. Una d'aquestes "revelacions" és "Mach-benak" o "aparentment decadència" basada en gestos donats i en paraules que es van fer en descobrir el cos de Hiram. Tal és la llegenda general relacionada a les jurisdiccions anglo-americanes.
A la maçoneria continental, la història és lleugerament diferent: un gran nombre de mestres paletes (no només Hiram) treballen al Temple i els tres rufians cerquen les contrasenyes i els signes que els donin un salari més alt. El resultat és el mateix, però aquesta vegada són mestres paletes els que troben el cos. Els secrets no es perden, però Salomó els ordena enterrar-los sota el temple, inscrits a la tomba d’Hiram, i es fa la mateixa substitució com a marca de respecte. Els secrets "perduts" de l'altra tradició es donen aquí als nous mestres paletes com a part del seu ritual. En aquesta versió, Hiram sovint es renomina Adoniram.
Les constitucions revisades d'Anderson de 1738 descriuen el lloc del Gran Mestre Adjunt, a l'esquerra del recentment instal·lat Gran Mestre John Montagu, 2n Duc de Montagu, com la "Càtedra d'Hiram Abiff".

## Hirams a la Bíblia
A la Bíblia hebrea o Antic Testament, hi ha tres casos separats de persones anomenades Hiram que van participar en la construcció del temple de Salomó:
- Hiram, rei del regne de Tir (avui, a la nació moderna del Líban), està acreditat a 2 Samuel 5:11 i 1 Reis 5: 1-10 per haver enviat materials de construcció i homes per a la construcció original del temple a Jerusalem. En el drama maçònic, "Hiram, rei de Tir" es distingeix clarament de "Hiram Abiff". El primer és clarament un rei i el segon és clarament un mestre artesà. Es poden confondre en altres contextos.
- A 1 Reis 7: 13-14, Hiram és descrit com el fill d’una vídua de la tribu de Neftalí que era fill d’un treballador de bronze tirí, enviat per Salomó per projectar el mobiliari de bronze i les decoracions ornamentals del nou temple. A partir d'aquesta referència, els maons solen referir-se a Hiram (amb l'abiff afegit) com "el fill de la vídua". Hiram va llançar aquests bronzes en terra argilosa a la plana del Jordà, entre Sucot i Zarethan / Zeredata (1 Reis 7: 46-47).
- 2 Cròniques 2: 13-14 relata una sol·licitud formal del rei Salomó de Jerusalem al rei Hiram I de Tir, per a obrers i materials per construir un nou temple. El rei Hiram (Huram a Cròniques) respon: "I ara he enviat un home hàbil, dotat de comprensió, Ḥuram 'abi. (fill d'una dona de les filles de Dan, i el seu pare era home de Tir), hàbil per treballar l’or i la plata, el bronze i el ferro, la pedra i la fusta, el porpra i el blau, el lli fi i el carmesí, i fer qualsevol gravat i complir qualsevol pla que se li pugui donar, amb els vostres homes hàbils i amb el homes hàbils del meu senyor David, el vostre pare ". La frase en cursiva anterior es tradueix a la nova versió de King James per" Huram, el meu mestre artesà ". La majoria de les traduccions d’aquest passatge prenen "" ab- "en" 'abi "com l'estat de construcció de' abba, traduït aquí com a mestre. Les traduccions anteriors preferien traduir "'ab-" com a pare. La traducció comuna del sufix -i és "la meva", donant la lectura problemàtica que Hiram enviava al seu propi pare, també anomenat Hiram. Això es troba a la Vulgata, a la Bíblia de Douay – Rheims i a la Bíblia de Wycliffe. L'altra lectura és com l'antic genitiu hebreu, i alguna variant de "del meu pare" es troba a la Septuaginta, la Bíblia del Bisbe i la Bíblia de Ginebra. A les seves "Constitucions" de 1723, James Anderson va anunciar que molts problemes amb aquest text es resoldrien llegint "'abi" com a segona part d'un nom propi, que va convertir en "Hiram Abif", [10] d' acord amb les traduccions. de Martin Luther [11] i la lectura de Miles Coverdale de 2 Cròniques 4:16. [12]

## Altres relats d'un Hiram bíblic
Flavi Josep a les seves Antiguitats dels jueus (capítol 8:76) es refereix a Hiram com a τεχνίτης, artesà, artesà. "Salomó va fer venir un tirador de Tir, que es deia Hiram; era per naixement de la tribu de Neftalí, per part de la seva mare (perquè era d'aquesta tribu); però el seu pare era Ur, de la família dels Israelites ".
El Targum Sheni, un comentari arameu del Llibre d’Ester escrit en algun moment entre la caiguda de Roma i les croades, atribueix a Hiram la construcció d’un miraculós tron per a Salomó, que en temps d’Ester està sent utilitzat pels descendents de Cir el Gran.
La versió més elaborada de la llegenda apareix al relat de Gérard de Nerval de 1851, Voyage en Orient, on relata el conte, inserint totes les contrasenyes maçòniques, com a part de la història de Balkis, la "Reina del matí" i "Soliman"., Príncep dels Genis. Aquesta és una elaboració de la segona versió anterior, on el mestre artesà es diu Adoniram. Abans de morir, experimenta aventures místiques ja que el seu conte està entrellaçat amb el de Salomó i Balkis, la reina de Saba. Els rufians que el maten són sota la instrucció del propi Salomó. De Nerval relata que la història va ser explicada en un cafè oriental durant un període de dues setmanes. Un relat similar es dona a Les societats secretes de totes les edats i països de Charles William Heckethorn, on Salomó intenta destruir Hiram a causa de l’amor mutu entre Hiram i la reina de Saba. Mentrestant, el 1862, tota l’aventura de l’amor d’Adoniram per Balkis i el seu assassinat per part de tres treballadors a sou de Salomó s'havia musicat a l’òpera La reine de Saba de Charles Gounod.